# Bernard Courtois
Vous lisez un « bon article » labellisé en 2009.
Pour les articles homonymes, voir Courtois.
Bernard Courtois (8 février 1777 à Dijon - 27 septembre 1838 à Paris) est un salpêtrier et un chimiste français connu pour ses découvertes de la morphine, et surtout de l'iode, qui eurent des conséquences considérables en médecine et dans le développement de la photographie.
Fils du chimiste Jean-Baptiste Courtois, il entre en 1798 à l'École polytechnique nouvellement créée, avant d'être incorporé dans le service de santé des Armées de la Première République française. De retour à la vie civile en 1801, il découvre la morphine en l'extrayant de l'opium. Devenu producteur de salpêtre, il découvre l'iode en 1811 au cours de recherches dans sa salpêtrière artificielle. Souvent considéré avec condescendance comme un industriel par ses pairs, qui contestent parfois la paternité de ses découvertes, il ne bénéficie que d'une notoriété limitée de son vivant et tire peu de bénéfices de ses recherches. La fin des guerres napoléoniennes précipite sa faillite. Il termine ruiné, malgré le prix de l'Académie des sciences qui lui est attribué en 1831 pour sa découverte de l'iode.

## Parenté et enfance

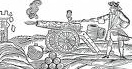
Artilleur utilisant la poudre à canon au XVIIIe siècle

Bernard Courtois naît le 8 février 1777 à Dijon et grandit rue du Pont-Arnauld dans une maison sise en face de l'Académie des sciences, arts et belles-lettres. Il est fils de Marie Blé et de Jean-Baptiste Courtois, salpêtrier. Sa mère est la fille d'un ouvrier et son père le fils de cordonniers. Ils se marient en 1771 et ont six enfants : Catherine puis Pierre, Bernard, Jean-Baptiste et, en 1780, les jumeaux Anne-Marie (décédée en 1854) et Pierre (le deuxième à porter ce prénom).
Jean-Baptiste Courtois est préparateur du cours de chimie que Louis-Bernard Guyton de Morveau professe à Dijon.
Il habite le quartier de l'Académie, où son père travaille, non seulement pour Guyton, mais aussi pour la pharmacie de l'Académie ; c'est pourquoi sa famille l'appelle le « pharmacien de l'Académie ».

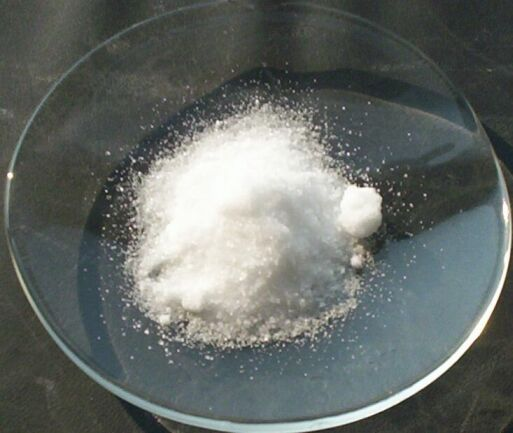
Salpêtre ou nitrate de potassium

Jean-Baptiste Courtois fait également des découvertes. On lui doit l'emploi du carbonate de zinc pour remplacer le carbonate de plomb ou céruse, longtemps le seul pigment blanc couvrant connu en peinture. À partir de 1845, le carbonate de zinc sera considéré  par les chimistes d'alors comme une découverte importante à double titre, d'une part pour les avantages de son emploi en peinture, et d'autre part d'un point de vue hygiénique.
Lorsque Bernard a douze ans, sa famille déménage à la nitrière  expérimentale de Magny-Saint-Médard que Jean-Baptiste Courtois a achetée à Guyton et à son partenaire. Il a été l’un des premiers à créer une nitrière artificielle, c'est-à-dire un lieu de production de nitrate de potassium ou salpêtre (du latin sal, sel, et petrae, de pierre) utilisé notamment pour la fabrication de la poudre à canon, mélange déflagrant de salpêtre, de soufre et de charbon de bois. Jean-Baptiste exploite cette nitrière durant de longues années avant de la revendre, car il est propriétaire d'une autre salpêtrière à Paris, au 39, rue Sainte-Marguerite. Vers 1805, sa société fait faillite et il est emprisonné pour dettes à la prison de Sainte-Pélagie, de novembre 1805 à décembre 1807. Bernard Courtois s'occupe de sa famille, et de la salpêtrière parisienne jusqu'à ce qu'elle soit vendue par le représentant légal de son père, le 28 mai 1806. Peu de détails sont disponibles sur ce qu'il advient de Jean-Baptiste Courtois après sa libération.
Il épouse Madeleine Eulalie Morand à Paris le 18 février 1808 ; il demeure alors au 9, rue Saint-Ambroise

## Débuts
Bernard fait des études pharmaceutiques. À l'âge de dix-huit ans, il est placé à Auxerre dans la pharmacie de M. Frémy, le futur grand-père d'Edmond Frémy. 
Son apprentissage terminé, Bernard Courtois vient à Paris où, sur la recommandation de Louis-Bernard Guyton-Morveau, il entre dans le laboratoire d'Antoine-François Fourcroy, à l’École polytechnique en 1798. Il est ensuite incorporé dans le service de santé des armées de la Première République française. En 1799, il est pharmacien dans des hôpitaux militaires.
De retour à la vie civile, en 1801, il retourne à l'École Polytechnique pour travailler dans son laboratoire avec Louis-Jacques Thénard.

## Découverte de la morphine

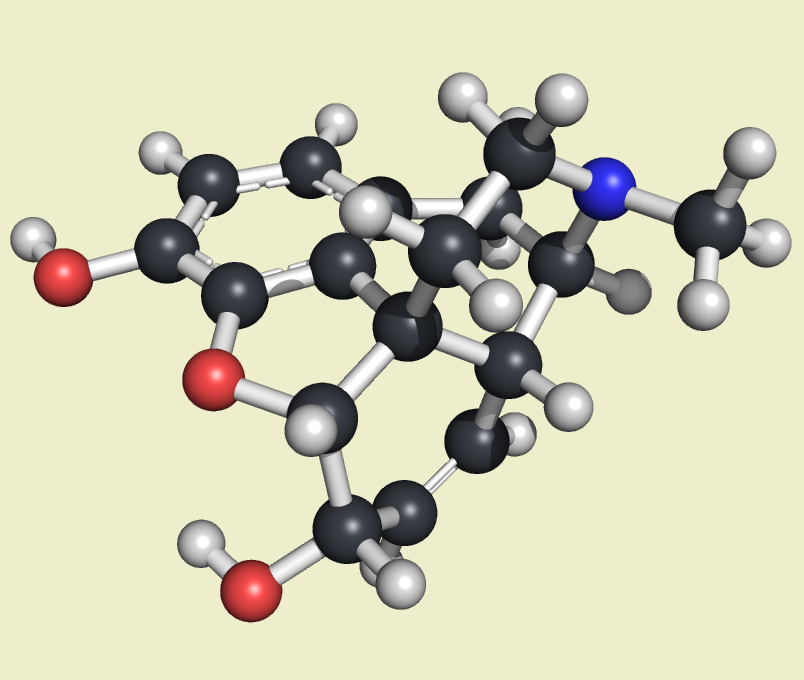
Molécule de morphine

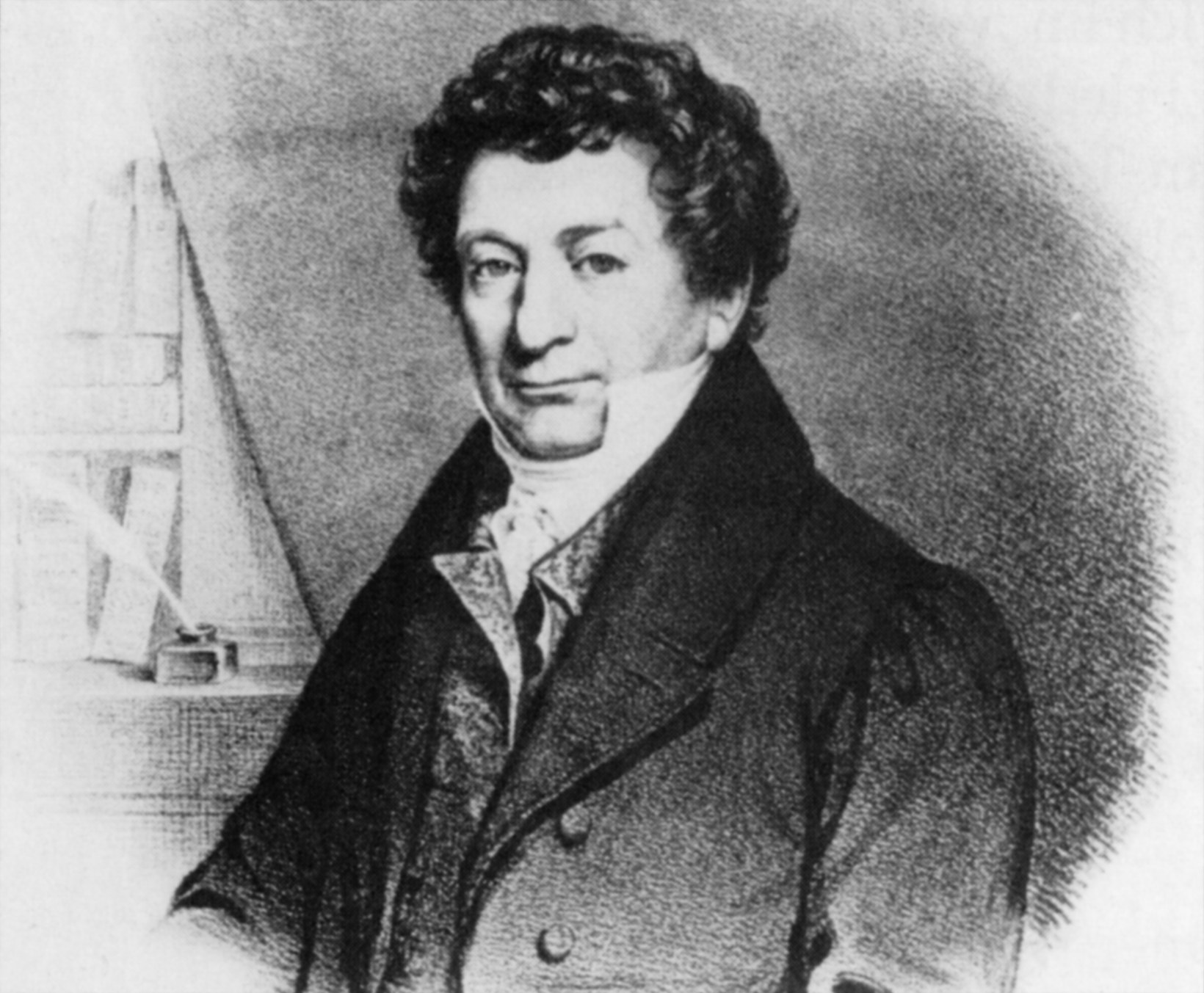
Friedrich Wilhelm Adam Sertürner, pharmacien allemand

Il se voit offrir un emploi chez le chimiste Armand Seguin et devient chercheur chimiste. Il y est chargé d’étudier l’opium. Bernard Courtois entrevoit un de ses alcaloïdes, la morphine, mais il ne pousse pas ses travaux plus avant. Les Français revendiqueront plus tard, en 1816, la découverte de la morphine, notamment lorsque Louis-Nicolas Vauquelin évoquera le travail de Seguin plutôt que celui de Friedrich Wilhelm Sertürner. Comme le nom de Bernard Courtois n'est pas mentionné dans le mémoire de Seguin, c'est grâce à la source bibliographique de Paul-Antoine Cap que la paternité de la découverte de la morphine fut attribuée par la suite à Bernard Courtois.

« L'année suivante, il fit partie des jeunes chimistes qu'Armand Seguin plaça dans le laboratoire qu'il venait d'ouvrir, pour travailler à l'avancement d'une science à laquelle il devait son immense fortune. Dans la répartition des travaux que Seguin voulait entreprendre, Courtois fut désigné pour l'étude de l'opium. Il se consacra avec dévouement à ces recherches et il parvint à isoler de l'opium un corps cristallisé, doué de réactions alcalines, et susceptible de se combiner avec les bases. Cependant, comme il obtenait cette substance par l'intermède de l'ammoniaque, il n'osa pas affirmer que celle-ci fût étrangère aux propriétés alcalines qu'il accusait. Plus hardi que lui, Friedrich Wilhelm Sertürner donna le nom d'alcali végétal à la substance cristalline que Courtois avait découverte, et il eut l'honneur de mettre la science sur une voie nouvelle, en révélant l'existence d'une série de corps, aujourd'hui désignée sous le nom d'alcaloïdes. Le travail de Courtois donna lieu à un mémoire sur l'opium que Seguin lut à l'Institut, le 24 décembre 1804, et qui ne fut inséré que dix ans après, dans les annales de chimie. L'alcaloïde de l'opium y était si nettement indiqué, que Louis-Nicolas Vauquelin n'hésita pas de réclamer en faveur de Seguin la priorité de sa découverte de la morphine, lorsque Sertürner publia son travail (1816). Mais ce travail était réellement le fruit des habiles recherches de Courtois. »

— Paul-Antoine Cap, Études biographiques pour servir à l'histoire des sciences, 1857

## Découverte de l'iode

### Découverte d'un nouveau corps

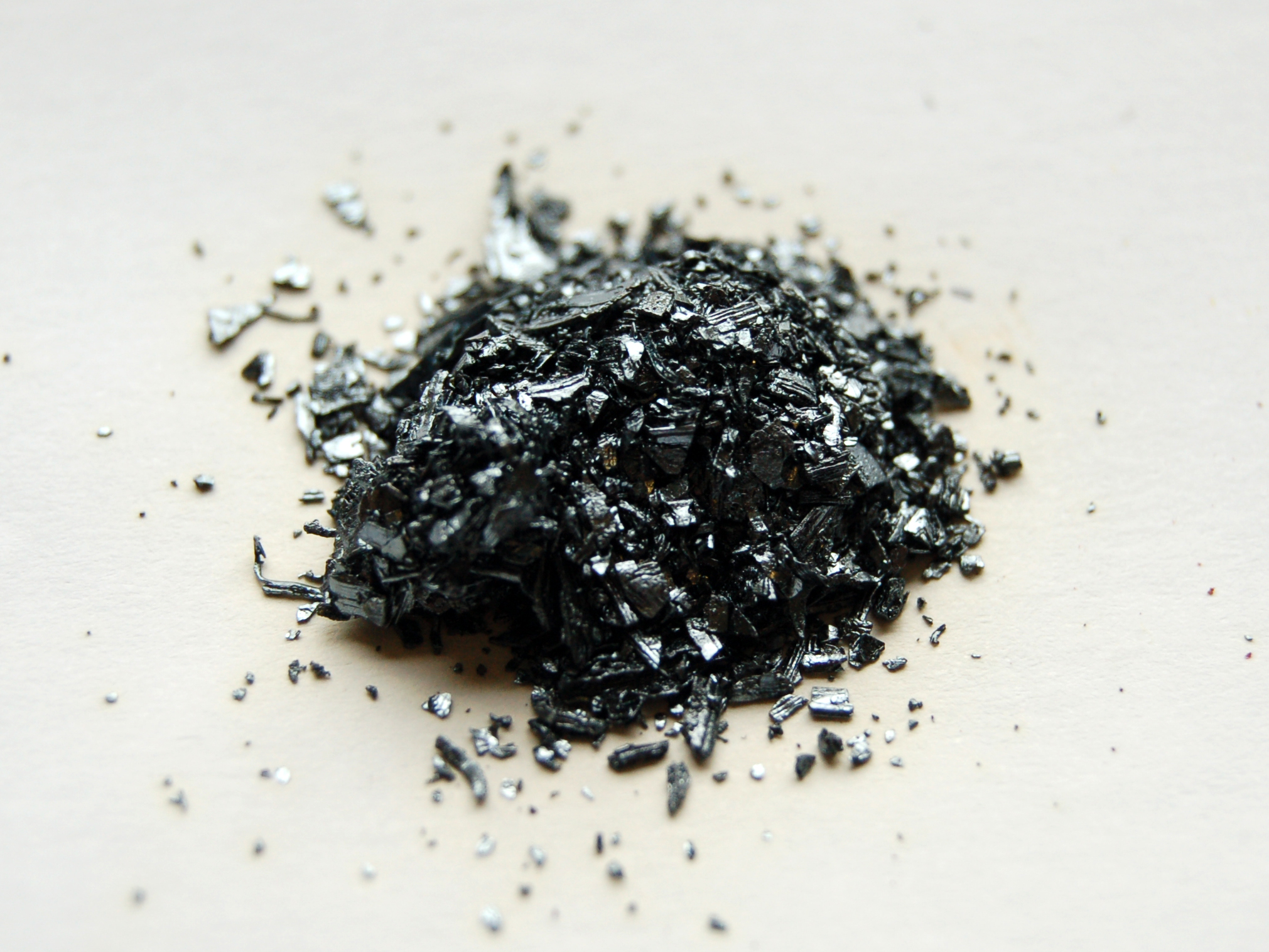
Iode sous forme de cristaux

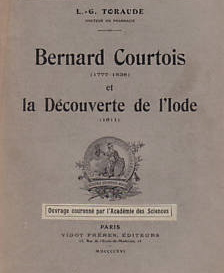
Livre sur Bernard Courtois et la découverte de l'iode de Léon-Gabriel Toraude — L'une des principales sources sur la vie de Bernard Courtois

Il quitte le laboratoire Seguin en 1804 et se consacre essentiellement à l'industrie. Cette même année, il s'endette avec son père de près de 32 528 francs afin de reprendre à Paris une salpêtrière artificielle (fabrique de salpêtre). 
Il reprend cette activité à Paris au moment où les guerres napoléoniennes réclament le salpêtre nécessaire à la fabrication de la poudre à canon. 
Des procédés nouveaux sont inventés. En tant que responsable de la régie des poudres, Antoine Lavoisier donne à cette activité une nouvelle rationalité. Le salpêtre est élaboré dans des « salpêtrières » où le développement des bactéries nitrifiantes sur des mélanges terreux appropriés est favorisé. Les terres enrichies en salpêtre doivent alors être lessivées. Les eaux-mères obtenues sont ensuite traitées par des cendres de bois riches en potasse afin d’obtenir la cristallisation du salpêtre.
Bernard Courtois utilise ces nouveaux procédés qu'il améliorera par la suite. Il est enregistré comme un industriel parisien en février 1806, en tant que salpêtrier au 39, rue Sainte-Marguerite, adresse de la nitrière de son père, vendue en mai de la même année. 
Il ouvre sa propre nitrière au 9 rue Saint-Ambroise à Paris.
En 1808, il se marie avec Madeleine Morand, la fille d'un coiffeur parisien.
Il ne se doute pas, qu’en passant de la recherche pure à l’industrie, il va découvrir un nouveau corps qui se révélera si utile en médecine : l’iode.

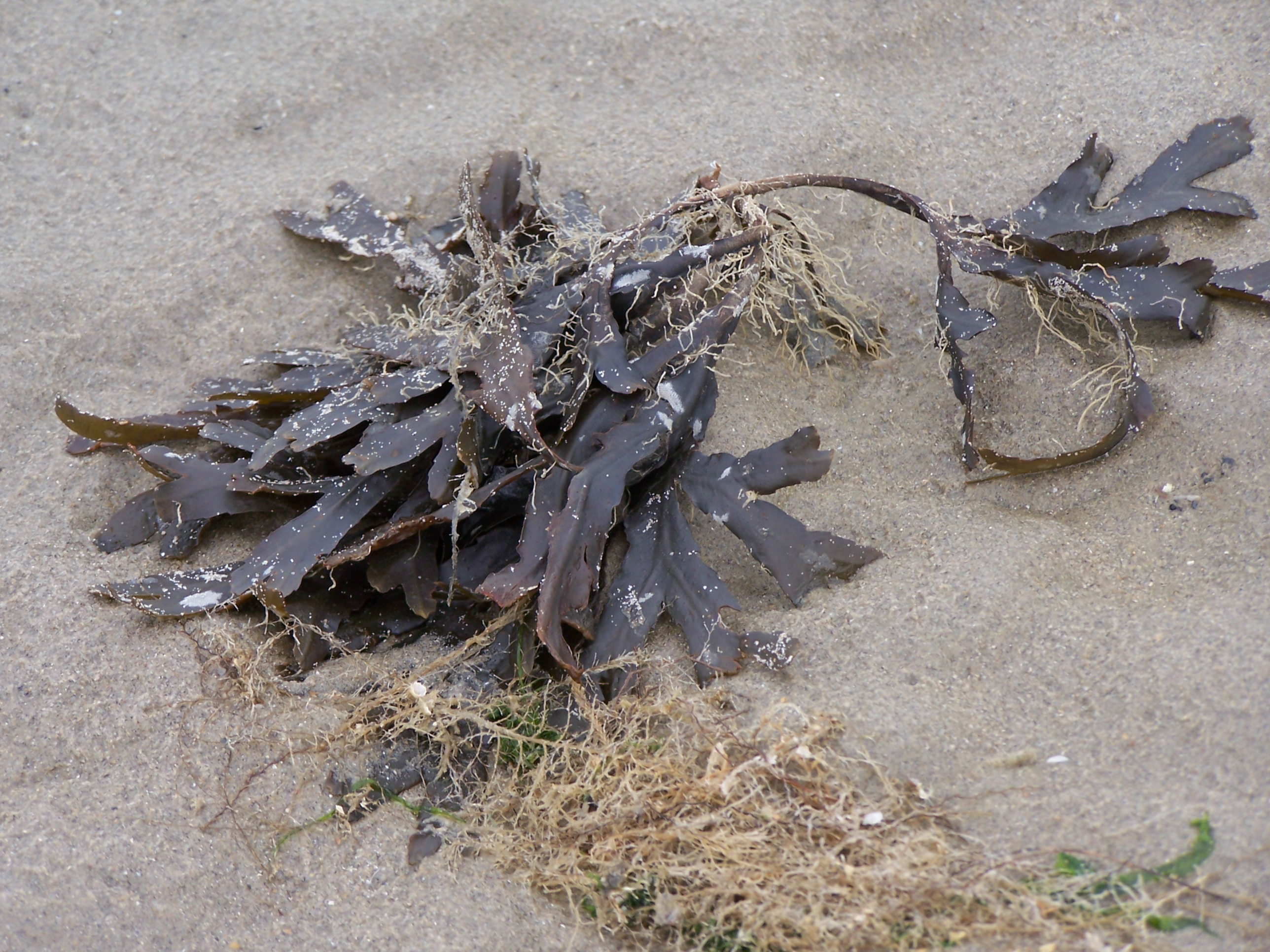
Varech sur sable

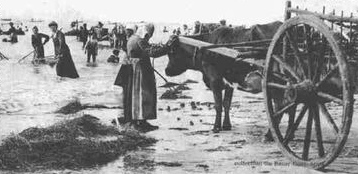
Récolte de varech - Nord de la France

Tout commence avec la poudre à canon. Pour fabriquer cette poudre, on lessive des terres contenant du salpêtre. Puis, sur les eaux ainsi obtenues, on fait agir des cendres de bois riches en potasse, ce qui provoque la cristallisation du salpêtre.
Après filtration et évaporation, le salpêtre cristallise. Ce procédé est peu efficace, car une bonne part du potassium présent dans les cendres réagit avec d'autres cendres calciques. 
Par ailleurs, les cendres de bois sont à cette époque de guerres napoléoniennes, peu disponibles notamment à cause du blocus commercial organisé autour de la France rendant difficile l’approvisionnement en cendres potassiques dont la Suède est le principal fournisseur. Elles sont donc beaucoup plus chères que le varech (algues marines) et ses cendres. 
Pour ces deux raisons d'amélioration du procédé chimique et d'économies de bois, Bernard Courtois utilise les cendres de varech, abondant sur les côtes de Bretagne. Sa découverte en 1812 de l'iode est l'objet de plusieurs versions.
- Selon les uns, c'est en ajoutant accidentellement une trop grande quantité d'acide chlorhydrique à la solution d'extraction de cendre d'algues servant à préparer la potasse nécessaire à l'isolement du salpètre, qu'il provoque un nuage de vapeur violette qui se condense en cristaux d'iode[17].
- Selon une autre version, c'est le fait que l'iode des algues corrode ses récipients qui aurait attiré son attention sur cette substance. En effet, il aurait remarqué que les chaudières servant à la préparation du nitrate de soude étaient rapidement perforées. Il en étudie les causes et trouve que le cuivre se combine avec une substance inconnue. Il poursuit ses recherches et obtient un corps simple : l'iode[Note 3].

Il commence à étudier les propriétés de ce nouveau corps par des combinaisons avec d'autres. Dès 1812, Bernard Courtois se penche sur les applications de l'iode à la photographie. Cependant par manque de temps ou d'argent, il en laisse ensuite l'étude à deux chimistes de sa connaissance et d'origine dijonnaise comme lui : Charles-Bernard Desormes et Nicolas Clément, qui publient leurs recherches en 1813. Trop occupé par l’exploitation de sa nitrière, Bernard Courtois cesse ses travaux sur l’iode.

« Bernard Courtois découvrit, en 1811, dans les eaux-mères des cendres de varech, une matière solide noirâtre, dont il ébaucha l'étude. Mais, détourné des travaux de laboratoire par les soins qu'exigeait une fabrication très active de salpêtre et de plusieurs autres produits, il engagea Clément à continuer ses recherches ; celui-ci en communiqua les résultats à l'Académie des sciences le 6 décembre 1813. Les eaux-mères des lessives de varech, dit Clément, contiennent en assez grande quantité une substance très singulière et bien curieuse ; on l'en retire avec facilité : il suffît de verser de l'acide sulfurique sur les eaux-mères, et de chauffer le tout dans une cornue dont le bec est adapté à une allonge, et celle-ci à un ballon. La substance qui s'est précipitée sous la forme d'une poudre noire brillante, aussitôt après l'addition de l'acide sulfurique, s'élève en vapeur d'une superbe couleur violette quand elle éprouve la chaleur ; cette vapeur se condense dans l'allonge et dans le récipient, sous la forme de lames cristallines très brillantes et d'un éclat égal à celui du plomb sulfuré cristallisé ; en lavant ces latines avec un peu d'eau distillée, on obtient la substance dans son état de pureté. »

— Louis Figuier, Les Merveilles de la Science, la Photographie, librairie Furne, Jouvet et Cie, Paris, 1868
Les biographes de Bernard Courtois étaient partagés sur l'année de la découverte de l'iode, entre 1811 et 1812. La commission de l'Académie des sciences finit par retenir 1811, après avoir retrouvé une lettre de la veuve Courtois.

### Controverse sur sa découverte
La découverte de l'iode fût l'objet de nombreuses controverses. En effet, Bernard Courtois trop occupé par sa nitrière, n'avait pas pris le soin de publier sur ce nouveau corps. En revanche, ayant délégué l'étude de l'iode et donné de nombreux échantillons à d'autres chimistes, il y eut controverse sur son découvreur, notamment entre les chimistes Humphry Davy et Louis-Joseph Gay-Lussac.

« Un des échantillons que Courtois avait distribués, était tombé dans les mains de Humphry Davy, qui se trouvait accidentellement en France. Frappé des singulières propriétés de ce corps, le chimiste anglais en fit aussitôt l'objet d'une étude rapide et, dans une lettre qu'il adressa à Cuvier, et que ce dernier lut à l'Institut le 13 décembre, il examina ses combinaisons avec le potassium, le sodium, les métaux et quelques gaz. Enfin, le 27 décembre de la même année, M. Colin, alors répétiteur à l'École polytechnique lut également à l'Institut une note sur quelques nouvelles combinaisons de l'iode : expériences exécutées sous les yeux et sous la direction de M. Gay-Lussac. L'empressement qu'avait mis Humphry Davy à publier ses premiers résultats, immédiatement après les premières communications faites à l'Institut, et les insinuations des journaux anglais qui tendaient à en reporter la priorité sur leur compatriote, indisposèrent M. Gay-Lussac, au point que ce chimiste crut devoir rétablir les faits, dans son grand mémoire sur l'iode, publié le 1er août de l'année suivante. »

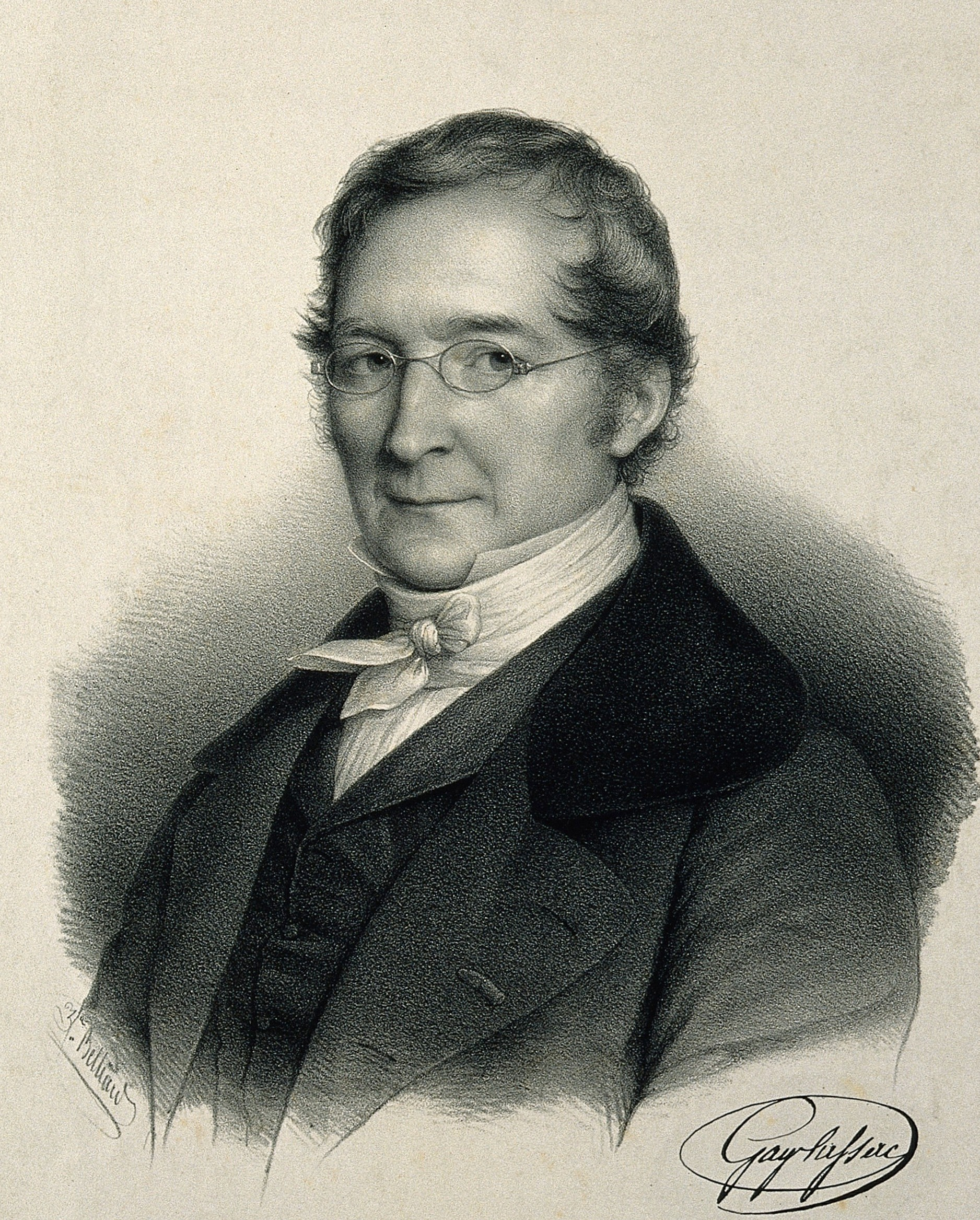
Louis Joseph Gay-Lussac, qui dénomma l'iode.

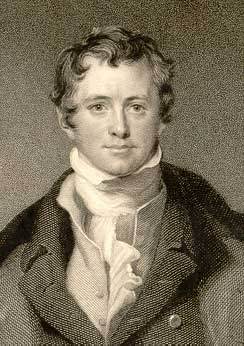
Humphry Davy, chimiste anglais.

Voici dans quels termes Gay-Lussac présente l'historique de la découverte de l'iode par Bernard Courtois.

« Il y avait près de deux ans que M. Courtois avait fait la découverte de l'iode, lorsque M. Clément l'annonça à l'Institut le 29 novembre 1813. M. Courtois avait observé plusieurs de ses propriétés, et particulièrement celle qu'il a de former une poudre très-fulminante, lorsqu'on le traite par l'ammoniaque. Il s'était proposé d'en faire connaître tous les caractères, mais, détourné des travaux de laboratoire par les soins qu'exigeait une fabrication très-active de salpêtre et de plusieurs autres produits, il engagea M. Clément à continuer ses recherches. M. Clément, par des motifs semblables, ne put y consacrer que quelques moments. Néanmoins, il découvrit, entre autres résultats, qu'en mettant l'iode en contact avec le phosphore, on obtenait un acide gazeux, mais il conclut de ses expériences que ce gaz était composé de 1/4 d'acide muriatique et de 3/4 d'iode... M. Clément était encore occupé de ses recherches, lorsque M. Davy vint à Paris, et il crut ne pouvoir mieux accueillir un savant aussi distingué, qu'en lui montrant la nouvelle substance qu'il n'avait encore montrée qu'à MM. Chaptal et Ampère. Je rapporte ces circonstances pour répondre à l'étrange assertion que l'on trouve dans le journal de MM. Nicholson et Tilloch, n° 189, p. 69 : « Il paraît que l'iode a été découvert depuis environ deux ans ; mais tel est l'état déplorable de ceux qui cultivent les sciences en France, qu'on n'en avait rien publié jusqu'à l'arrivée de notre philosophe anglais dans ce pays. » C'est de M. Davy que l'on parle. Peu de temps après avoir montré l'iode à M. Davy, et lui avoir communiqué le résultat de ses recherches, M. Clément lut sa note à l'Institut et la termina en annonçant que j'allais les continuer. Le 6 décembre, je lus en effet à l'Institut une note qui fut imprimée dans les Annales de chimie. Personne n'a contesté jusqu'à présent que je n'aie fait connaître le premier la nature de l'iode, et il est certain que M. Davy n'a publié ses résultats que plus de huit jours après avoir connu les miens. »

L'iode doit son nom en 1813 à Louis Joseph Gay-Lussac, à qui Bernard Courtois a donné des échantillons. Il la dénomme « iode », de « iodès » qui veut dire « violet » en grec, en raison des vapeurs violettes qu’elle dégage quand on la chauffe.

## Dernières années

### Ruine

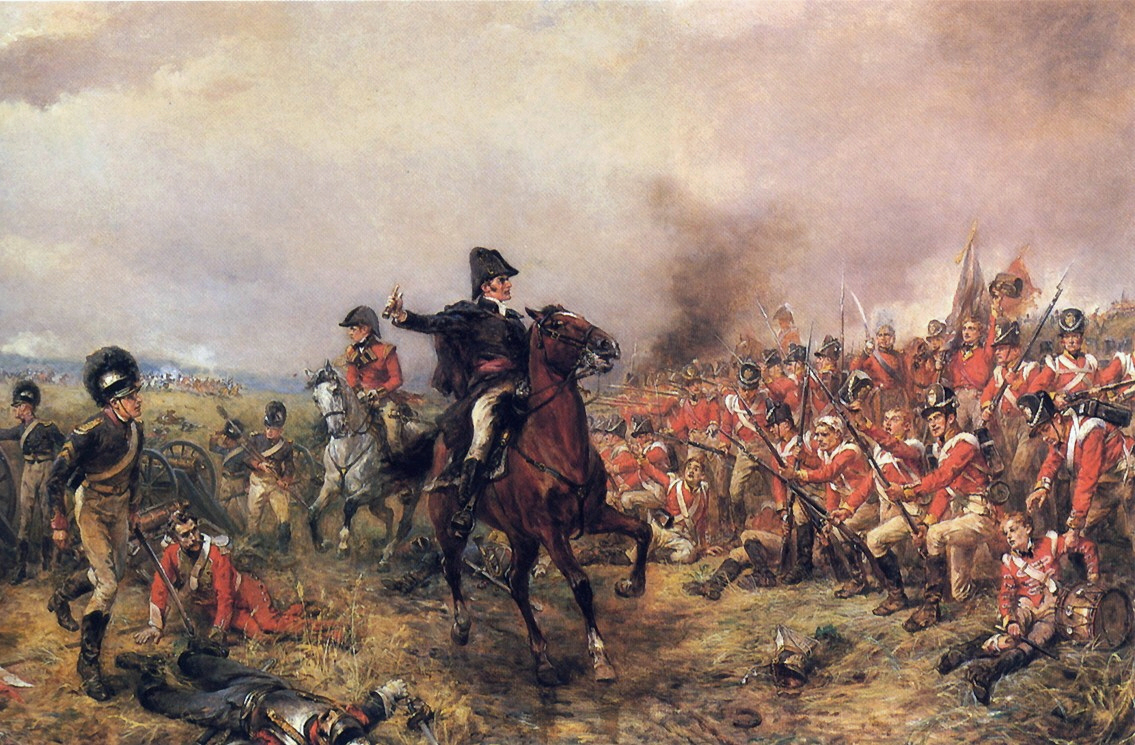
Waterloo marque la fin des guerres napoléoniennes, cause de la ruine de Bernard Courtois

Bernard Courtois est ruiné par la fin des guerres napoléoniennes, qui s’achèvent le 20 novembre 1815, après la défaite de Napoléon à Waterloo et avec le second traité de Paris. Cela d'abord réduit la demande de salpêtre. En effet, le salpêtre servant à la poudre à canon, la fin des guerres napoléoniennes et la période de paix qui s'ensuit, expliquent l'effondrement de la demande en salpêtre. Par ailleurs, la fin de ces guerres a pour conséquence d'ouvrir la France aux salpêtres étrangers. Son entreprise ne peut résister à la concurrence du salpêtre, importé massivement des Indes, à un prix dérisoire. Les archives soulignent que Bernard Courtois exploite son usine de salpêtre jusqu'en 1821, à l'exception possible des années 1815, 1816, et 1817.
Bernard Courtois lutte contre la misère, lorsque l'Académie des sciences, sur la proposition de Louis Jacques Thénard, lui décerne en 1831 un prix de l'Académie des sciences de 6 000 francs pour sa découverte. Malade, ruiné, il reprend ses travaux sur l’opium, mais le temps lui manque pour les mener à bien.

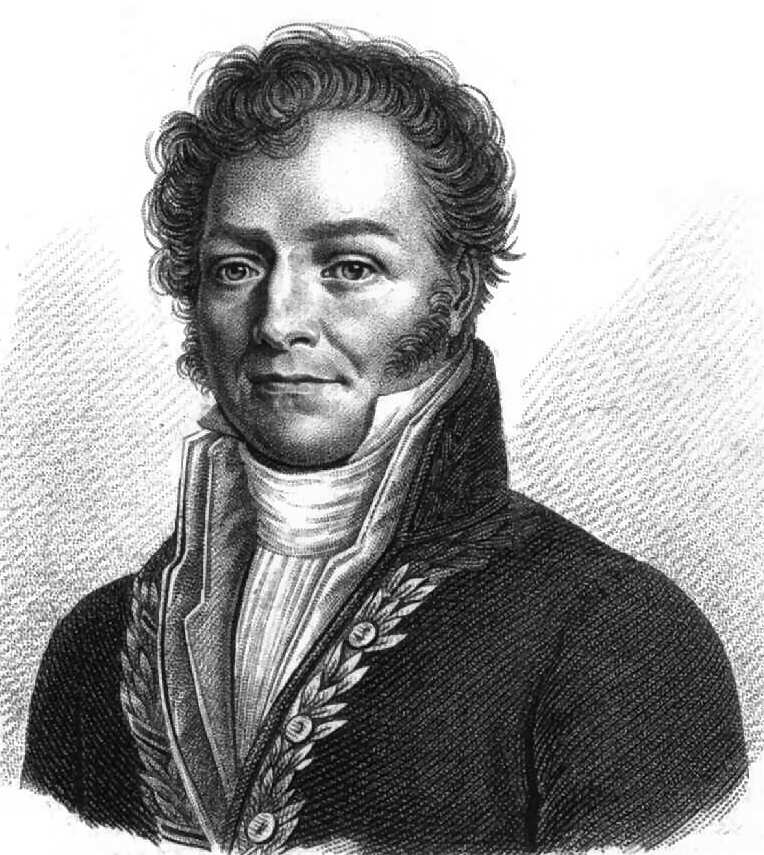
Louis Jacques Thénard, ami de Bernard Courtois

### Décès
Bernard Courtois meurt le 27 septembre 1838 à l'âge de 61 ans, laissant sa femme Madeleine Morand dans une situation financière désastreuse. Habile dentellière, elle vit de son métier jusqu’au moment où elle perd la vue. Elle sollicite une pension de l’État, et ne reçoit que de modestes secours qui lui permettent juste de survivre. Il ne laisse à son fils autre chose que son nom. Une simple rubrique nécrologique mentionne sa mort, en soulignant l'erreur qu'il a faite de ne pas déposer un brevet.

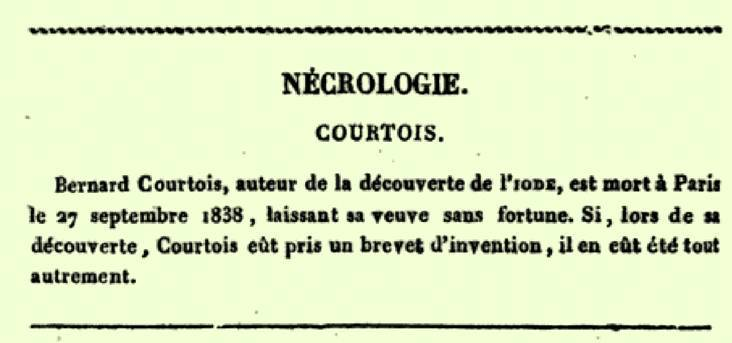
Journal de chimie médicale, de pharmacie et de toxicologie.

« NECROLOGIE. COURTOIS. Bernard Courtois, auteur de la découverte de l'iode, est mort à Paris le 27 septembre 1838, laissant sa veuve sans fortune. Si lors de sa découverte, Courtois eût pris un brevet d'invention, il en eût été tout autrement. »

— Journal de chimie médicale, de pharmacie et de toxicologie - Par les membres de la société de chimie médicale, Tome IVe, IIe série - Édition Béchet Jeune, 1838 - p. 596.

## Postérité
Les très nombreuses applications de l'iode apporteront à Bernard Courtois une notoriété posthume.

### Nombreuses applications de l'iode

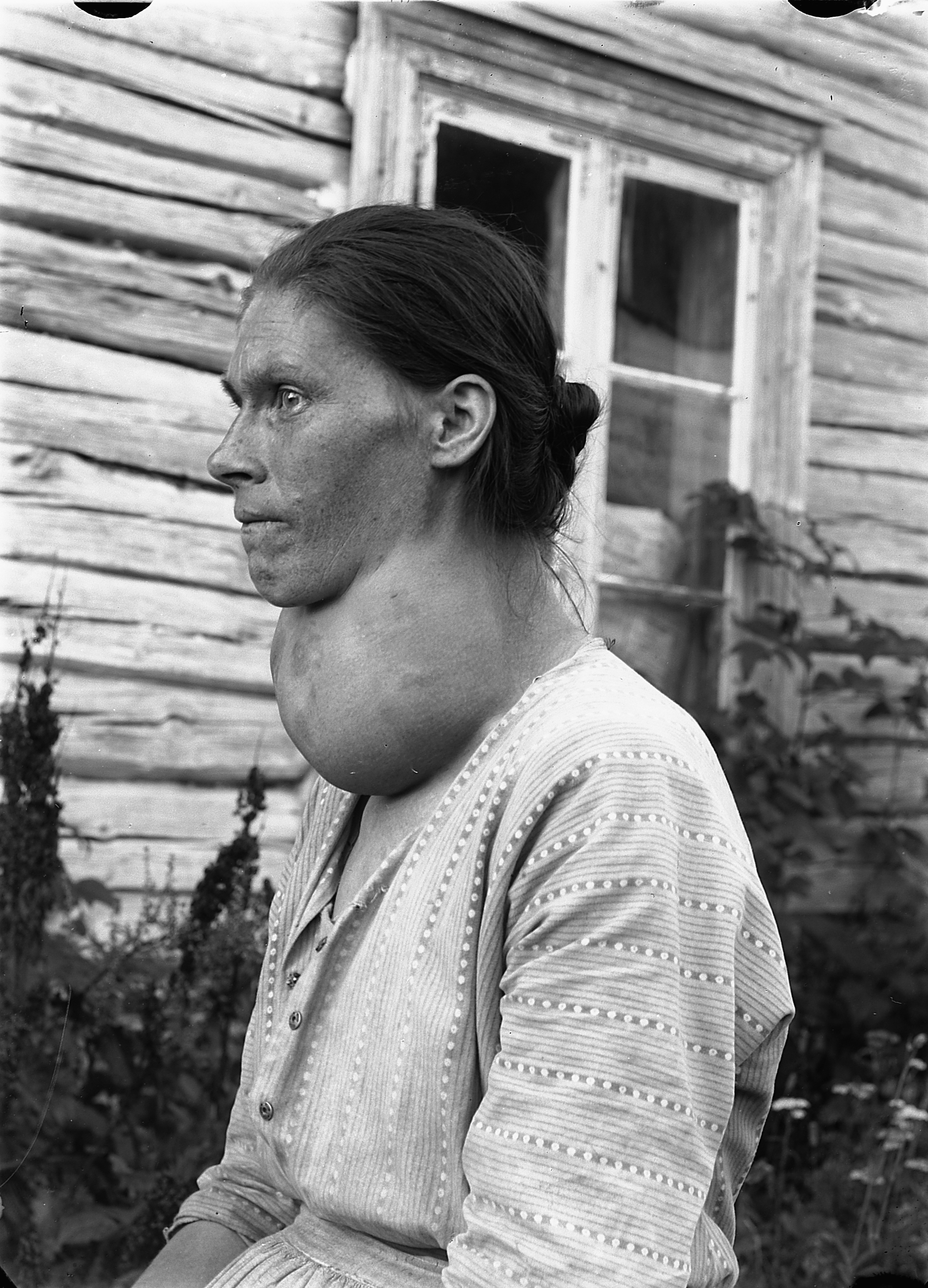
Forme très développée de goitre.

L'iode découverte de Bernard Courtois est un halogène et porte le no 53 dans la classification du tableau périodique des éléments. Son symbole est « I ».

#### Médecine
L’iode prend rapidement une grande importance dans la pharmacopée, dans la médecine et dans l'industrie. Sa solution dans de l’alcool à 90° au titre de 8 à 10 % va donner la teinture d’iode, l’antiseptique cicatrisant universel dont les armées sont les plus grandes consommatrices. Aujourd'hui l’iode et ses dérivés conviennent aux plaies et brûlures superficielles peu étendues. Des pharmaciens suisses découvrent en outre que l’iode est un remède efficace contre les goitres et surtout du crétinisme endémique.
Ce crétinisme est lié à une carence en iode, surtout dans les régions montagneuses, notamment en raison du lessivage des sols par les anciens glaciers . Une telle carence était susceptible de provoquer un goitre. C'est ce phénomène qui donna naissance à l'expression « crétin des Alpes ». Tout ceci n'est plus vrai de nos jours dans les régions à risque des pays développés, comme la Suisse, grâce à l'iodation de certains aliments comme le sel de table, le chlorure de sodium, enrichi en iode.

#### Photographie

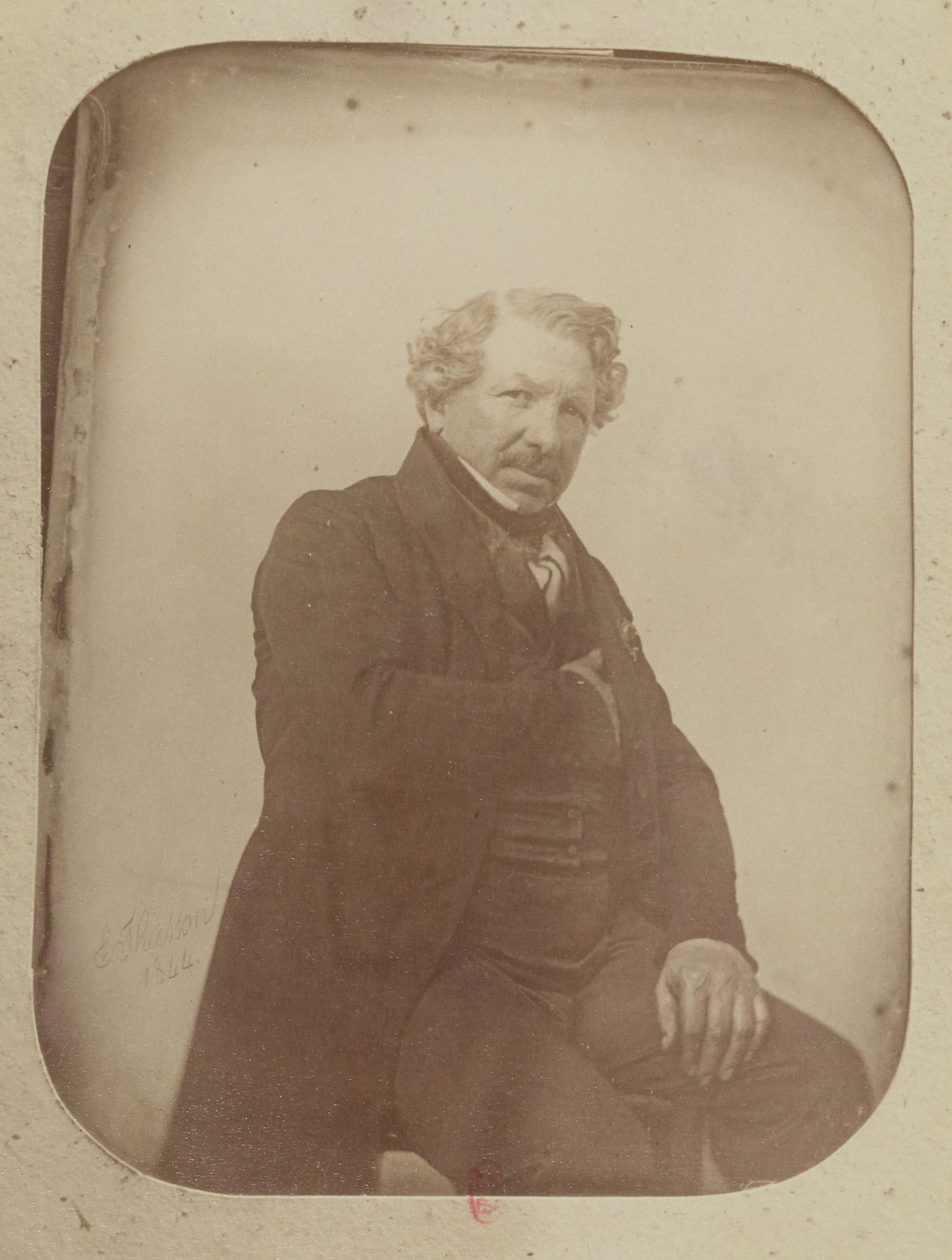
Jacques Daguerre

Par ailleurs l'iode jouera un rôle essentiel dans la photographie. L'iode avec l'argent servent à fabriquer le sel d'argent, un composé chimique très sensible à la lumière et donc utilisé en photographie.
À partir de 1829, Jacques Daguerre - associé à Joseph Nicéphore Niépce - utilise les vapeurs d'iode comme agent sensibilisateur sur une plaque de cuivre recouverte d'une couche d'argent polie. La réaction entre l’iode et l’argent produit de l’iodure d’argent photosensible, c'est-à-dire sensible à la lumière. En 1835, il découvre également que la vapeur de mercure agit comme révélateur de l'image. Avec le principe du développement de l'image latente, Daguerre trouve le moyen de raccourcir le temps de pose, jusqu'alors de plusieurs heures, à une quinzaine de minutes.
Selon certaines sources, Bernard Courtois s'était lui-même intéressé très tôt aux possibles applications de l'iode à la photographie qui n'existait pas encore. Il est difficile de dire quel fut son rôle exact. Mais malgré ces travaux et sa découverte décisive de l'iode, c'est Daguerre qui benéficia entièrement de l'invention du daguerréotype.

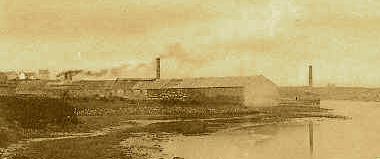
Usine d'iode au Conquet, début 1900

#### Industrie
Bernard Courtois tente de produire de l'iode, mais la demande de son vivant est trop faible pour en faire une industrie. En revanche, Nicolas Clément — à qui Bernard Courtois a confié l'étude de l'iode — est propriétaire d'une usine de produits chimiques à Paris. Il y place un de ses élèves, François Benoît Tissier né à Lyon en 1803. Ce dernier met au point un procédé industriel de fabrication de l’iode. Il arrive en 1828 en Bretagne, prêt à tenter l’aventure de la production industrielle d'iode. Au Conquet, il rencontre la famille Guilhem déjà engagée dans cette aventure. Il leur rachète leur fabrique et commence alors une ère de prospérité qui permettra à Tissier d’amasser une fortune colossale. Le succès amène des concurrents. Des usines s’ouvrent à Granville (1832), Pont-Labbé (1852), Vannes (1853), Quiberon, Portsall (1857), Tréguier (1864), L’Aber-Wrach (1870), Guipavas (1877), Lampaul-Plouarzel, Audierne (1895), Loctudy, Penmarc’h (1914), Plouescat (1918). Toutes ne connaîtrons pas le succès, d’autant plus qu’une rude concurrence existe avec l’iode du Chili.
Par la suite, la production de l'iode deviendra de plus en plus industrielle et l'iode prendra une place croissante dans de très nombreux autres domaines : examen aux rayons X, scintigraphie et imagerie médicale, traitement anticancéreux, pluie artificielle, lampe halogène, prévention de la contamination de la thyroïde par un isotope d'iode radioactif grâce à l'ingestion d'iodure de potassium, etc.

### Reconnaissance posthume
S'il n'est pas reconnu de son vivant, c'est sans doute parce que Bernard Courtois est d'abord un salpêtrier avant d'être un chimiste, comme le souligne le témoignage du chimiste Edmond Frémy.

« Bernard Courtois, qui était un ami de mon père, que j'ai vu, à la fin de sa vie essayer de produire artificiellement les alcalis organiques, avait obtenu l'iode très pur ; il en donnait des échantillons à tous les chimistes : il montrait son action corrosive sur les corps organiques et les vapeurs violettes qu'il produisait en se volatilisant sur les charbons. On a été injuste pour Courtois, en le traitant de simple salpêtrier ; c'était un chimiste très habile ; on aurait dû le récompenser après sa découverte de l'iode et ne pas le laisser dans la misère. »

— Edmond Frémy, Chimiste

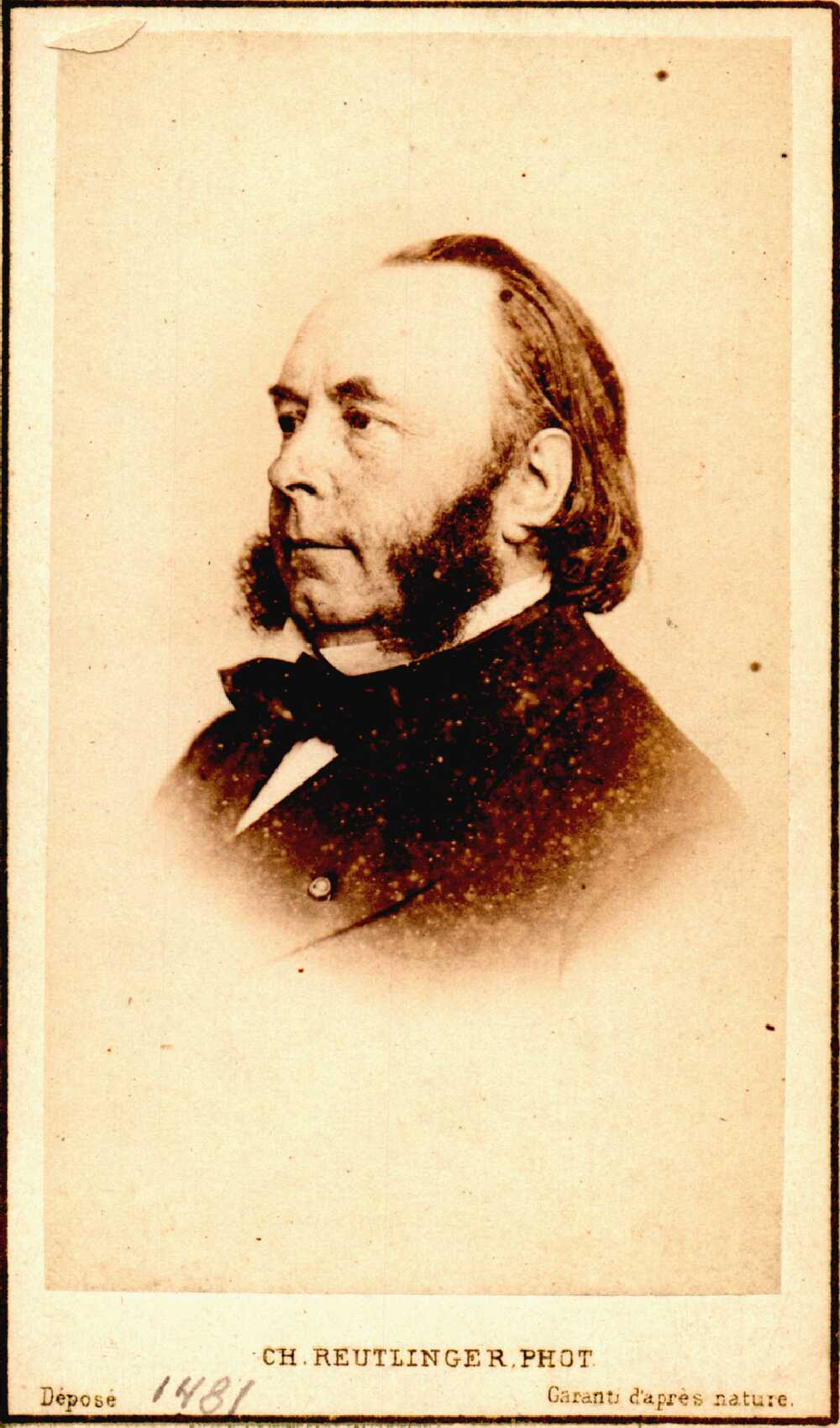
Edmond Frémy, chimiste,
photo Charles Reutlinger

La postérité se chargera de lui rendre une part de célébrité. De nombreux articles et plusieurs ouvrages durant les XIXe et XXe siècles s'attacheront à cela, notamment ceux des biographes Paul-Antoine Cap et Léon-Gabriel Toraude. Par ailleurs, des hommages lui seront rendus, comme pour célébrer le centenaire de la découverte de l'iode, hommage rendu par la Société des sciences médicales de la Côte d'Or.
Plusieurs villes de France lui ont donné le nom d'une rue : Dijon, Plombières-lès-Dijon, Brive-la-Gaillarde, Perpignan, Limoges et des amphithéâtres universitaires portent également son nom.

## Notes

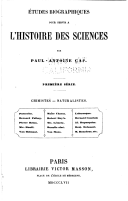
Page de garde du livre L'histoire des sciences de Paul-Antoine CAP, 1857 - Source importante sur l'histoire de Bernard Courtois

## Références

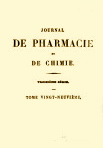
Page de garde du Journal de Pharmacie et de Chimie - Société de pharmacie de Paris - Troisième série, Tome vingt-neuvième - 1856 - Source importante sur l'histoire de Jean-Baptiste Courtois